# Ksawerów (powiat Pabianicki)
Ksawerów is een dorp in het Poolse woiwodschap Łódź, in het district Pabianicki. De plaats maakt deel uit van de gemeente Ksawerów en telt 7000 inwoners.